# Lola Menchaca
María Dolores Menchaca Morís (Gijón, 12 de enero de 1900 – Oviedo, 12 de noviembre de 1992), más conocida como Lola o Lolina Menchaca, fue una tenista española, que fue campeona regional en 8 ocasiones entre los años 1919 y 1929. Fue la única tenista asturiana que ha logrado hasta la fecha ser campeona nacional, lo que sucedió en 1920.

## Biografía
Nacida en Gijón en el año 1900, era la hija menor de Palmira Morís Menéndez y Joaquín Menchaca Salgado-Araujo, que era cónsul de Italia en Gijón y que en diciembre de 1917 se convirtió durante quince días en alcalde de la ciudad. Provenía de una familia burguesa que vivía en el barrio gijonés de La Guía y en la que los deportes emergentes estaban muy presentes.
Menchaca fue una deportista que destacó en varias disciplinas, como, el esquí, la natación o las regatas, algo poco habitual para una mujer de comienzos del siglo XX. Se inició en el tenis a los dieciséis años y su padre contrató a un profesor de tenis inglés para que recibiese clases particulares, lo que junto a su vocación y condiciones naturales para el deporte, la convirtieron en una tenista destacada en Asturias.
A los diecinueve años ganó su primer Campeonato de Tenis de Oviedo, seguido por el Trofeo Marqués de la Vega de Anzo y seis títulos más en campeonatos de Asturias. En total, entre 1919 y 1929, Menchaca fue campeona regional en 8 ocasiones.
En 1920, en el Campeonato de España que se celebró en Gijón, y en el que las mujeres aún no podían participar de manera oficial, Menchaca ganó en la final de la llamada Copa de Su Majestad la Reina a la tenista Lilí Álvarez, que más tarde se convertiría en una gran figura del tenis español, llegando a disputar tres finales seguidas de Wimbledon y ganando en 1929 el Roland Garros en la modalidad de dobles.
Este triunfo representó el gran logro de la gijonesa que, ese mismo año, logró ganar el Campeonato Nacional en la categoría de dobles mixtos en pareja con Dionisio de la Huerta, título que revalidó al año siguiente en San Sebastián junto al ovetense Luciano Barbón.

## Vida personal
Se casó con el tenista y abogado, miembro del partido liberal de Melquíades Álvarez en Asturias, Mariano Merediz Díaz-Parreño, con quien tuvo cuatro hijos. Esto la alejó de las competiciones nacionales femeninas, no pudiendo participar en 1925 en el Campeonato Nacional femenino. Su participación deportiva se vio limitada a aquellas competiciones cercanas a su lugar de residencia, como en Bilbao, Santander y San Sebastián.
Se quedó viuda a los treinta y seis años, al ser fusilado su marido en agosto de 1936 tras haber formado parte de la Candidatura Contrarrevolucionaria que agrupaba a las derechas en Asturias en las elecciones de febrero de 1936.
El 14 de octubre de 2022, el Real Club de Tenis de Gijón organizó un acto en recuerdo de la deportista gijonesa en el marco de la celebración del Gijón Open ATP 250. Durante el evento, se planteó al Ayuntamiento de Gijón, en nombre de la Federación de Tenis del Principado de Asturias, que se dedicara un espacio público de la ciudad a su memoria. Al año siguiente, el Club de Tenis de Oviedo le rindió un homenaje.